# 生活基盤施設
生活基盤施設（せいかつきばんしせつ）とは、学校、病院、公園などの生活基盤になる施設。

## 概要
一般的に道路・鉄道・空港などの交通施設、河川、上下水道、エネルギー供給施設、通信施設などの公共施設、公益施設をいう。
英語のインフラストラクチャーを省略して「インフラ」ともいう社会基盤・都市基盤施設に含めこともある。

## 例
- 利尻空港 地域経済の活性化及び地域振興、島民の重要な生活基盤施設として期待されている。